# Beaumont (Ardèche)
Beaumont település Franciaországban, Ardèche megyében. Lakosainak száma 261 fő (2022. január 1.). Beaumont Dompnac, Laboule, Ribes, Rocles, Saint-André-Lachamp, Saint-Mélany, Sanilhac és Valgorge községekkel határos.

## Népesség
A település népességének változása:
| Lakosok száma | 193  | 173  | 173  | 200  | 214  | 242  | 244  | 247  | 254  | 261  |
|               | 1968 | 1982 | 1999 | 2006 | 2011 | 2015 | 2017 | 2018 | 2020 | 2022 |